# مقارنة بين أنظمة تشغيل الهواتف المحمولة
هذه هي مقارنة بين أنظمة تشغيل الهواتف المحمولة «Mobile Operating Systems (OS)»، وتظهر فقط أحدث الإصدارات في الجدول أدناه، على الرغم من الإصدارات القديمة قد لا تزال يتم تسويقها.

## حول نظام التشغيل
| نعم | في الإصدارات الأحدث | تجريبي | محدود | لوحي-فقط | 3rd party | لا |

| حول نظام التشغيل                            | حول نظام التشغيل                                                                  | حول نظام التشغيل                                                               | حول نظام التشغيل                                                        | حول نظام التشغيل | حول نظام التشغيل | حول نظام التشغيل                                                                        | حول نظام التشغيل                                                      | حول نظام التشغيل                                                                                     |
| نظام التشغيل                                | آي أو إس                                                                          | أندرويد                                                                        | فيرفكس أو إس                                                            | ويندوز فون | بلاك بيري 10 | تايزن                                                                                   | سيلفش                                                                 | أوبونتو تاتش                                                                                         |
| ------------------------------------------- | --------------------------------------------------------------------------------- | ------------------------------------------------------------------------------ | ----------------------------------------------------------------------- | --- | --- | --------------------------------------------------------------------------------------- | --------------------------------------------------------------------- | --- |
| الشركة                                      | أبل                                                                               | جوجل، الاتحاد المفتوح للهواتف النقالة                                          | مؤسسة موزيلا                                                            | مايكروسوفت | بلاك بيري | مؤسسة لينكس، مؤسسة ليمو، سامسونج، إنتل                                                  | تحالف سايل فيش، مير، يولا ومجتمع المساهمين في سايل فيش                | كانونيكال المحدودة ومجتمع المساهمين في أوبنتو                                                        |
| الحصة السوقية                               | 14.8%                                                                             | 84.1%                                                                          | N/A                                                                     | 0.7% | 0.2% | N/A                                                                                     | N/A                                                                   | N/A                                                                                                  |
| النسخة الحالية                              | 15.4.1                                                                            | 6.0.1                                                                          | 2.2.0                                                                   | ويندوز موبايل10 (10.0.10586.420) | 10.3.2.2876 | 2.4                                                                                     | 2.0.1.11                                                              | 15.04 (OTA-10)                                                                                       |
| تواريخ النشر للنسخة الحالية                 | 18 يوليو 2016                                                                     | 5 أكتوبر 2015                                                                  | 29 أبريل 2015                                                           | 12 أبريل 2016 | 12 يناير 2016 | 22 أكتوبر 2015                                                                          | 9 مايو 2016                                                           | 6 أبريل 2016                                                                                         |
| الرخصة                                      | امتلاكي ترخيص مستخدم نهائي ترخيص المستخدم النهائي بإستثناء المكونات مفتوحة المصدر | برمجية حرة مفتوحة المصدر, وغالبا ما تكون مجمعة مع تطبيقات امتلاكية و (drivers) | برمجية حرة مفتوحة المصدر, أساسا رخصة موزيلا العمومية (MPL); رخصة أباتشي | امتلاكي | امتلاكي | برمجية حرة مفتوحة المصدر, ولكن حزمة أدوات تطوير البرمجيات (SDK) إمتلاكية ومقفولة المصدر | برمجية حرة مفتوحة المصدر, ولكن واجهة المستخدم امتلاكية و مغلقة المصدر | برمجية حرة مفتوحة المصدر, أساسا رخصة جنو العمومية (GPL)                                              |
| عائلة نظام التشغيل                          | نظام تشغيل داروين                                                                 | لينكس                                                                          | لينكس                                                                   | ويندوز إن تي 8+ | كيو إن إكس | لينكس                                                                                   | لينكس                                                                 | لينكس                                                                                                |
| بنية وعمارة وحدة المعالجة المركزية المدعومة | إيه.آر.إم، إيه.آر.إم                                                              | إيه.آر.إم، إكس 86، مجموعة تعليمات ميبس وال 64-بت متغيرة مع الثلاثة             | إيه.آر.إم، إكس 86\|إيه.آر.إم                                            | إيه.آر.إم، إكس 86, و ال64-بت متغيرة مع الاثنين | إيه.آر.إم | إيه.آر.إم، إكس 86، إكس86-64                                                             | إيه.آر.إم، إكس86-64                                                   | إيه.آر.إم، إكس 86 وإكس86-64                                                                          |
| مبرمجة بلغة                                 | سي (لغة برمجة)، سي++، سي-الكائنية، سويفت (لغة برمجة)                              | C, C++, جافا (لغة برمجة)                                                       | إتش تي إم إل 5، صفحات الطرز المتراصة، جافا سكريبت, سي++                 | 7+: XNA (.NET C#), مايكروسوفت سيلفرلايت, native C/C++ (only for vendors and partners) 8+: .NET C#, VB.NET, مايكروسوفت سيلفرلايت, native C/C++, WinRTP (XMLA), DirectX | C/ C++: Native SDK, C++/Qt: Cascades SDK, HTML5/Javascript/CSS: Webworks SDK, ActionScript: Adobe AIR, Java: Android runtime | C++                                                                                     | C++, QML, Python                                                      | Apps: إتش تي إم إل 5، كيو ام ال، غو (لغة برمجة)، جافا سكريبت System: سي (لغة برمجة)، سي++، كيو ام ال |
| قائمة بالقضايا العامة                       | 3rd party                                                                         | نعم                                                                            | نعم                                                                     | نعم | نعم | نعم                                                                                     | نعم                                                                   | نعم                                                                                                  |
| مدير الحزمة                                 | آي تيونز                                                                          | أيه بي كيه                                                                     | حزم التطبيقات نظام التشغيل فايرفوكس                                     | WP 7.x: Zune (XAP) ‏ WP 8.0+: XAP WP 8.1+: APPX | بلاك بيري لينك | مدير حزم آر بي إم                                                                       | مدير حزم آر بي إم                                                     | حزم كليك ونظام إدارة حزم دبيان (dpkg)                                                                |
| حرية إدارة الحقوق الرقمية (DRM)             | لا - FairPlay                                                                     | لا منذ أندرويد 4.1 و أندرويد 4.3 والمزيد من القيود على أندرويد 4.4             | نعم                                                                     | لا | لا | نعم                                                                                     | نعم                                                                   | نعم                                                                                                  |
| جهاز ذو تحديثات نظام مستقلة                 | نعم                                                                               | No, 3rd party software like سيانوجين مود                                       | لا                                                                      | فقط للمطورين | لا | لا                                                                                      | نعم                                                                   | نعم                                                                                                  |
| تحديثات النظم اللاسلكية (FOTA (technology)) | 5+                                                                                | نعم                                                                            | نعم                                                                     | 8+ | نعم | لا                                                                                      | نعم                                                                   | نعم                                                                                                  |
| جي بي يو (GPU) مسرع جي يو آي (GUI)          | نعم                                                                               | 3+                                                                             | ?                                                                       | نعم | نعم, OS 7.0+ | ?                                                                                       | نعم                                                                   | نعم                                                                                                  |

## تحكم متقدم
(بالإنجليزية: Advanced controls)
| قدرات تحكم متقدم                                                         | قدرات تحكم متقدم                                                                            | قدرات تحكم متقدم                                  | قدرات تحكم متقدم        | قدرات تحكم متقدم                             | قدرات تحكم متقدم | قدرات تحكم متقدم        | قدرات تحكم متقدم | قدرات تحكم متقدم                   |
| نظام التشغيل                                                             | آي أو إس                                                                                    | أندرويد                                           | فيرفكس أو إس            | ويندوز فون                                   | بلاك بيري 10     | تايزن                   | سيلفش            | أوبونتو تاتش                       |
| ------------------------------------------------------------------------ | ------------------------------------------------------------------------------------------- | ------------------------------------------------- | ----------------------- | -------------------------------------------- | ---------------- | ----------------------- | ---------------- | ---------------------------------- |
| خدمة الوصول الإنترنت لكل تطبيق                                           | 7+: خلوية فقط (Cellular only); برمجيات طرف ثالث ( 3rd party) على أجهزة (jailbroken devices) | لا برمجيات طرف ثالث 3rd متوفرة                    | لا                      | لا                                           | نعم              | لا                      | لا               | نعم                                |
| الوصول للهوية لكل تطبيق                                                  | لا                                                                                          | لا برمجيات طرف ثالث 3rd مثل XPrivacy              | لا                      | لا                                           | نعم              | لا                      | لا               | ?                                  |
| الوصول إلى بيانات المستخدم لكل تطبيق                                     | 6+                                                                                          | 6+                                                | نعم                     | 8.1update2+                                  | نعم              | لا                      | لا               | ?                                  |
| تنفيذ التطبيق في الخلفية لكل تطبيق                                       | 7+                                                                                          | لا تطبيقات الطرف 3rd المتاحة                      | نعم                     | نعم                                          | 10.2.1+          | لا                      | لا               | غير مسموح تنفيذ التطبيق في الخلفية |
| الإشعارات لكل تطبيق                                                      | 5+                                                                                          | 4.1+                                              | نعم                     | 8.1+                                         | 10+              | لا                      | لا               | نعم                                |
| الوصول إلى موقع عن طريق كل تطبيق                                         | 4+                                                                                          | 6+                                                | نعم                     | 10+                                          | نعم              | لا                      | لا               | User prompted on request           |
| الوصول إلى الكاميرا لكل تطبيق                                            | 8+                                                                                          | 6+                                                | نعم                     | 8.1update2+                                  | نعم              | لا                      | لا               | نعم                                |
| الوصول إلى الميكروفون لكل تطبيق                                          | 7+                                                                                          | 6+                                                | نعم                     | 8.1update2+                                  | نعم              | لا                      | لا               | في تقدم                            |
| الوصول لمشاركة الملفات لكل تطبيق                                         | لا                                                                                          | 6+                                                | نعم                     | لا                                           | نعم              | لا                      | لا               | نعم                                |
| استخدام بيانات الشبكة auditing لكل تطبيق                                 | نعم                                                                                         | 4+                                                | نعم                     | 8 GDR2+ Data Sense or Nokia Counters in 7.5+ | نعم              | ?                       | لا               | ?                                  |
| Fine grained storage usage                                               | 5+                                                                                          | نعم                                               | نعم                     | 8 GDR3+                                      | 10.2.1+          | ?                       | لا               | ?                                  |
| رقابة أبوية «Parental controls»                                          | نعم                                                                                         | 4.3+ orبرمجيات طرف ثالث ( 3rd party)              | لا                      | 8+                                           | 7.1+             | ?                       | لا               | لا                                 |
| قفل الشاشة بالموجه                                                       | نعم                                                                                         | نعم                                               | نعم                     | 8 GDR3+                                      | 10+              | ?                       | 1.0.4.1+         | نعم                                |
| مدير الملفات                                                             | برمجيات مساعدة طرف ثالث                                                                     | برمجيات مساعدة طرف ثالث                           | برمجيات مساعدة طرف ثالث | 8.1+                                         | 10+              | برمجيات مساعدة طرف ثالث | نعم              | نعم                                |
| القدرة على الوصول للكتابة على وسائط التخزين الخارجية بواسطة مدير الملفات | لا لأن التخزين الخارجي غير متوفر                                                            | 6+ أو برمجيات طرف ثالث 3rd party مثل سيانوجين مود | نعم                     | نعم                                          | نعم              | نعم                     | نعم              | نعم                                |
| تعدد المستخدمين «Multi-user»                                             | 9.3+: استخدام تعليمي فقط على (iPad)                                                         | 4.2+, including phones 5+                         | لا                      | لا                                           | لا               | لا                      | لا               | لوحي-فقط                           |
| الوضع ضيف «Guest mode»                                                   | 6+                                                                                          | 5+                                                | لا                      | 8+                                           | لا               | لا                      | لا               | لوحي-فقط                           |
| الوضع عدم إزعاج                                                          | 6+                                                                                          | 5+                                                | لا                      | 8.1+                                         | نعم              | لا                      | لا               | تطبيقات طرف ثالث ( 3rd party)      |
| تطبيق مجموعات Application groups                                         | 4+                                                                                          | نعم                                               | لا                      | 8.1 Update+                                  | نعم              | ?                       | 1.0.7.16+        | OTA-9+                             |
| ميزات الإتاحة والوصول                                                    | نعم                                                                                         | نعم                                               | لا                      | نعم                                          | نعم              | ?                       | لا               | ?                                  |

## تطبيق نظام بيئي ( نظام أيكولوجي )
(بالإنجليزية: Application ecosystem)
| Application Ecosystem                                                                             | Application Ecosystem                                           | Application Ecosystem | Application Ecosystem                                                               | Application Ecosystem | Application Ecosystem                              | Application Ecosystem    | Application Ecosystem                                                                          | Application Ecosystem            |
| نظام التشغيل                                                                                      | آي أو إس                                                        | أندرويد | فيرفكس أو إس                                                                        | ويندوز فون | بلاك بيري 10                                       | تايزن                    | سيلفش                                                                                          | أوبونتو تاتش                     |
| ------------------------------------------------------------------------------------------------- | --------------------------------------------------------------- | --- | ----------------------------------------------------------------------------------- | --- | -------------------------------------------------- | ------------------------ | ---------------------------------------------------------------------------------------------- | -------------------------------- |
| متجر التطبيقات الرسمي                                                                             | آب ستور                                                         | جوجل بلاي | سوق فايرفوكس                                                                        | متجر ويندوز لتطبيقات المحمول «Windows Phone Store» | بلاك بيري ورلد، أمازون آب ستور                     | Tizen Store              | Jolla Store                                                                                    | Ubuntu Store                     |
| Non-discriminatory stores                                                                         | لا, Apple discriminates based on country and own Apple policies | لا, Some applications like منع الإعلاناتs are censored on جوجل بلاي but developers can distribute apps from their own sources | Developers can distribute apps from their own sources, supports multiple app stores | لا, Discriminates by country and manufacturer | 3rd party software                                 | ?                        | Openrepos. Developers can distribute apps from their own sources, supports multiple app stores | نعم Full support for open stores |
| واجهة برمجة التطبيقات العامة (API) لهواتف المحمول الذكية (Smartphones), وللحاسب اللوحي والكمبيوتر | Smartphone and tablet only                                      | نعم | نعم                                                                                 | 8.1+ | لا                                                 | لا                       | نعم                                                                                            | نعم                              |
| منصات حزمة أدوات تطوير البرمجيات (SDK) الرسمية                                                    | Mac OS X using iOS SDK                                          | Linux, Mac OS X and Windows                                                                                                   | All where فايرفكس is available                                                      | Windows | Windows, Mac OS X, Linux (only Native SDK for 10+) | GNU/Linux, Windows, OS X | Windows, Mac OS X and Linux                                                                    | Ubuntu desktop using Ubuntu SDK  |
| تكلفة التطوير لنظام التشغيل المحمول                                                               | Free with Xcode 7                                               | مجاني | مجاني                                                                               | مجاني | مجاني                                              | مجاني                    | مجاني                                                                                          | مجاني                            |
| تكلفة نشر تطبيق على المتجر الرسمي                                                                 | US$99/year                                                      | US$25 once to offer it on جوجل بلاي                                                                                           | مجاني                                                                               | US$19, once, for an individual; and $99 for a company account. Students can get a token for an individual account (1 token for 365 days) which gives free access to Windows Store/Phone Dev Center for 12 months. | مجاني                                              | مجاني                    | مجاني                                                                                          | مجاني                            |

## ميزات أساسية
(بالإنجليزية: Basic features)
| ميزات أساسية                                                     | ميزات أساسية                                        | ميزات أساسية | ميزات أساسية | ميزات أساسية | ميزات أساسية                                      | ميزات أساسية                                                           | ميزات أساسية                               | ميزات أساسية                                         |
| نظام التشغيل                                                     | آي أو إس                                            | أندرويد | فيرفكس أو إس | ويندوز فون | بلاك بيري 10                                      | تايزن                                                                  | سيلفش                                      | أوبونتو تاتش                                         |
| ---------------------------------------------------------------- | --------------------------------------------------- | --- | ------------ | --- | ------------------------------------------------- | ---------------------------------------------------------------------- | ------------------------------------------ | ---------------------------------------------------- |
| قص ونسخ ولصق                                                     | 3+                                                  | نعم | لا           | نعم | نعم                                               | نعم                                                                    | Partially released                         | نعم                                                  |
| حافظة أجهزة متعددة                                               | 10+                                                 | لا | لا           | لا | لا                                                | لا                                                                     | لا                                         | لا                                                   |
| تراجع «undo»                                                     | 3+                                                  | لا | لا           | لا | لا                                                | لا                                                                     | لا                                         | ?                                                    |
| Custom home and lock screen wallpaper                            | 4+                                                  | نعم | نعم          | نعم | نعم                                               | نعم                                                                    | نعم (incl. Ambience)                       | Only lock screen wallpaper                           |
| تزامن سطح المكتب                                                 | نعم                                                 | No, but available on Samsung Kies & HTC Sense                                                                                  | لا           | نعم | نعم                                               | نعم                                                                    | ?                                          | Yes                                                  |
| القدرة على عمل نسخ احتياطي كامل محلي                             | Yes, using external computer                        | Limited backup for 4.0+ with ADB using external computer. Possible with 3rd party apps with rooted phones or a custom recovery | ?            | لا, removed in WP8, was available on WP7 in Zune only when performing update, or anytime via 3rd party software | Yes, using external computer and memory card (7+) | لا                                                                     | نعم                                        | rsync to SD-Card                                     |
| Core data missing sync                                           |                                                     | Bookmarks (before 4), SMSs and Settings                                                                                        |              | Favorites, Text Messages and Settings                                                                           | ?                                                 | ?                                                                      | ?                                          | ?                                                    |
| مركز إشعارات                                                     | 5+                                                  | نعم | نعم          | 8.1+ | 6+                                                | 2+                                                                     | نعم                                        | نعم                                                  |
| خدمة دفع الإشعارات                                               | Yes (Apple Push Notification Service)               | نعم | 1.1+         | نعم | نعم                                               | 2+                                                                     | نعم                                        | Server implemented, Client API in development        |
| لقطة شاشة                                                        | نعم                                                 | 4+ also available on earlier versions with customized roms, such as Cyanogen Mod and the default Samsung Galaxy S II rom       | نعم          | 8+ | 10+                                               | نعم                                                                    | 3rd party apps with no shortcut            | نعم                                                  |
| استيراد تنسيق أي كالندر                                          | نعم                                                 | No, but 3rd party app available                                                                                                | لا           | 3rd party software (only import not subscribe)                                                                  | نعم                                               | ?                                                                      | 1.1.6.27+                                  | ?                                                    |
| دعم نص / وثيقة (للقراءة فقط ؛ وإنشاء باستخدام تطبيقات طرف ثالث ) | ميكروسوفت اوفيس, iWork, بي دي إف، صور, TXT/RTF, VCF | ميكروسوفت اوفيس 2003/2007, بي دي إف، صور , TXT/RTF                                                                             | بي دي إف     | مايكروسوفت أوفيس موبايل، بي دي إف, TXT/RTF                                                                      | ميكروسوفت اوفيس , بي دي إف، أوبن ديكيومنت, TXT    | Read only: text files, بي دي إف، إتش تي إم أل, Multiple office formats | ميكروسوفت اوفيس , بي دي إف، أوبن ديكيومنت, | Read only: text files, بي دي إف, HTML, أوبن ديكيومنت |
| دعم الطابعة                                                      | Yes (AirPrint)                                      | 4.4+ using جوجل كلاود برينت but not over USB                                                                                   | ?            | 10+ | نعم                                               | لا                                                                     | ?                                          | ?                                                    |
| إظهار إتصال محفوظ واي-فاي سابقا                                  | No, 3rd party software on jailbroken devices        | نعم | نعم          | نعم | نعم                                               | ?                                                                      | نعم                                        | نعم                                                  |

## المتصفح
(بالإنجليزية: Browser)
| المتصفح                                                           | المتصفح | المتصفح                                            | المتصفح                                             | المتصفح                                                     | المتصفح | المتصفح                             | المتصفح | المتصفح        |
| نظام التشغيل                                                      | آي أو إس | أندرويد                                            | فيرفكس أو إس                                        | ويندوز فون                                                  | بلاك بيري 10                                                                                                   | تايزن                               | سيلفش | أوبونتو تاتش   |
| ----------------------------------------------------------------- | --- | -------------------------------------------------- | --------------------------------------------------- | ----------------------------------------------------------- | --- | ----------------------------------- | --- | -------------- |
| محرك متصفح الويب الافتراضي                                        | ويب كيت | بلينك                                              | جيكو                                                | ترايدنت (إيدج إتش تي إم إل «EdgeHTML» بعد 10)               | ويب كيت | ويب كيت                             | جيكو | Oxide          |
| المتصفحات الرئيسية المتوفرة                                       | سفاري، كروم لـ أي أو أس , أوبرا ميني , فايرفكس                                                                    | جوجل كروم لأندرويد، أوبرا، فايرفكس                 | Firefox OS Browser                                  | إنترنت إكسبلورر، أوبرا ميني، متصفح يوسي، مايكروسوفت إيدج    | BlackBerry 10 Browser, أوبرا ميني، فايرفكس                                                                     | Tizen Browser (Based on UC Browser) | Sailfish Browser (Firefox), Webcat (WebKit), Web Pirate (WebKit), others via Android (Firefox, Chrome, Opera)                      | Ubuntu Browser |
| ملحقات للمتصفحات                                                  | 8+ | No 3rd party software                              | نعم (from 2.5)                                      | لا                                                          | لا | لا                                  | لا | لا             |
| اتصال متصفح الانترنت مباشرة ( زيادة القدرة على التكيف مع انقطاع ) | نعم | نعم                                                | نعم                                                 | نعم                                                         | 10+, 7.1 and older route through بلاك بيري, direct browsing supported over WiFi                                | نعم                                 | ? | ?              |
| قفل التبويب والتراجع في المتصفح                                   | 8+ | 3rd party software جوجل كروم لأندرويد              | لا                                                  | لا                                                          | لا | لا                                  | لا | لا             |
| قدرة المتصفح على الإحتفاظ بالنوافذ مفتوحة عند الإغلاق أو التعطل   | نعم | 2.3+ Google Chrome but not on main browser         | نعم                                                 | نعم                                                         | 10+ Opens dialog for choosing which websites to restore after crash, option to restore all sites after restart | لا                                  | نعم | نعم            |
| قدرة المتصفح على الإحتفاظ بفتح النوافذ عند التخليص من الكوكيز     | 3rd party software                                                                                                | نعم                                                | نعم                                                 | نعم                                                         | نعم | ?                                   | نعم | ?              |
| خيارات محرك البحث للمتصفح                                         | Bing، بحث جوجل، محرك بحث ياهو!، دك دك غو                                                                          | Many                                               | 2.1: بحث جوجل، Bing، محرك بحث ياهو! 2.2: + دك دك غو | Bing، بحث جوجل support removed on some markets on 8.1 GDR1+ | Bing, Dictionary.com, Google, Wikipedia, Yahoo, User Defined                                                   | ?                                   | Bing, Google, Yahoo, محرك بحث ياندكس. Baidu, DuckDuckGo, StartPage, Searx, ixquick, Swisscows, Qwant, Seznam, Hulbee via openrepos | ?              |
| Browser find on page                                              | 4.2+ | 1.5+                                               | لا                                                  | 8+                                                          | نعم | ?                                   | 1.1.2.16+ | ?              |
| قدرة المتصفح على حفظ نسخة من البريد الألكتروني                    | نعم | نعم                                                | نعم                                                 | نعم                                                         | نعم | ?                                   | نعم | نعم            |
| المتصفح / البريد الإلكتروني حفظ ملفات PDF                         | نعم | نعم                                                | نعم                                                 | نعم                                                         | نعم | نعم                                 | نعم | OTA-9+         |
| قدرة المتصفح على حفظ صوت / فيديو                                  | 3rd party software                                                                                                | Yes, but only links, not embedded media            | 1.1+                                                | 8.1+                                                        | Yes (embedded media not supported)                                                                             | نعم                                 | نعم | نعم            |
| قدرة المتصفح على حفظ صفحة                                         | 6+: Offline Reading List; 3rd party software                                                                      | لا, Introduced on 4.0, but removed on 4.4          | لا                                                  | 10+                                                         | نعم | ?                                   | ? | ?              |
| قدرة المتصفح على حفظ أي ملف                                       | When an app that can handle/open the filetype is installed (excluding audio/video - requires 3rd party software); | No, 3rd party software                             | لا                                                  | 8.1+                                                        | 10+ | ?                                   | نعم | OTA-9+         |
| الإجبار على تمكين التكبير (zoom) في المتصفح                       | نعم | لا, not working anymore on Android 4.4             | لا                                                  | نعم, via accessibility settings                             | نعم,via accessibility settings                                                                                 | ?                                   | ? | ?              |
| Browser text reflow                                               | 5+: Only on pages with reader mode available; 3rd party browsers on prior versions                                | لا, removed on Android 4.4                         | نعم                                                 | Only on pages available on reading view on 8.1+             | نعم 10+ Only in reader mode                                                                                    | لا                                  | لا | ?              |
| إمكانية وضع القارئ (Reader Mode) في المتصفح                       | 5+ | No, 3rd party software                             | لا                                                  | 8.1+                                                        | 10+ | ?                                   | لا | ?              |
| قدرة تحميل ملف عن طريق المتصفح                                    | 9+; 6-8: Limited                                                                                                  | 2.2+                                               | 1.1+                                                | نعم                                                         | 4.2+ | نعم                                 | 1.0.7.16+ | نعم            |
| الملاحة (Form Navigation) في المتصفح                              | Previous, Next, AutoFill, and Done buttons                                                                        | Next button                                        | ?                                                   | نعم                                                         | نعم | ?                                   | ? | ?              |
| Browser private browsing mode                                     | 5+ | 3.0+ or with rooted devices and 3rd party firmware | 2.2+                                                | 8.1+                                                        | 10+ | ?                                   | 1.1.6.27+ | ?              |
| Offline web apps                                                  | نعم | نعم                                                | نعم                                                 | ?                                                           | ? | لا                                  | ? | نعم            |
| بث HTTP المباشر                                                   | 3+ | 3+                                                 | لا                                                  | 10+                                                         | 10+ | لا                                  | ؟ | ?              |
| ويب آر تي سي                                                      | 3rd party software                                                                                                | نعم                                                | لا                                                  | لا                                                          | لا | لا                                  | لا | لا             |

## التواصل و الإتصال
(بالإنجليزية: Communication and connectivity)

## اللغة والمدخلات
(بالإنجليزية: Language and inputs)

## الخرائط والملاحة
(بالإنجليزية: Maps and navigation)

## تشغيل الوسائط والضوابط
(بالإنجليزية: Media playback and controls)

## دعم الطرفية
(بالإنجليزية: Peripheral support)

## الصور والفيديو
(بالإنجليزية: Photo and video)

## الإنتاجية
(بالإنجليزية: Productivity)

## النغمات و التنبيهات
(بالإنجليزية: Ringtones and alerts)

## الأمان والخصوصية
(بالإنجليزية: Security and privacy)

## الصوت
(بالإنجليزية: Sound and voice)